# Heidi Anne
Heidi Anne ist eine britische Sängerin, die bei Sony Music unter Vertrag steht.
Sie war zwei Wochen in den deutschen Charts vertreten. In den DJ-Charts Deutschland belegte sie Platz 55.

## Diskografie
- 2012: When the Sun Comes Up (feat. T-Pain, Lil Wayne & Rick Ross)